# Glacier Lituya
Pour les articles homonymes, voir Lituya.
Le glacier Lituya ou glacier Desolation, en anglais Lituya Glacier et Desolation Glacier, est un glacier côtier d'Alaska, aux États-Unis, situé dans le parc national de Glacier Bay. Il prend sa source dans le chaînon Fairweather et s'étend jusqu'à la baie Lituya dans laquelle il se jette, dans le golfe d'Alaska sur la côte de l'océan Pacifique dans l'Alaska du Sud-Est. Dans son dernier virage à son arrivée dans la vallée de la Désolation, il se comporte comme un barrage naturel en retenant les eaux de fonte d'autres glaciers qui forment alors un lac.
Ce glacier, en phase de retrait depuis des années, a créé par son érosion les conditions topographiques et bathymétriques propices au mégatsunami de 1958 de la baie Lituya : un fjord profond cerné par des versants escarpés.